# Sigmund Nissenbaum
Sigmund Szimon Nissenbaum (ur. 25 lipca 1926 w Warszawie, zm. 11 sierpnia 2001 w Konstancji) – żydowski przedsiębiorca i filantrop, założyciel i prezes Fundacji Rodziny Nissenbaumów, zajmującej się ratowaniem dziedzictwa żydowskiego w Polsce.

## Życiorys
Urodził się w Warszawie w rodzinie żydowskiej, jako syn Lejba i Genii. Miał czworo starszego rodzeństwa. Jego rodzina prowadziła cegielnię i przedsiębiorstwa budowlane na Pradze, w Markach, Pustelniku i Radzyminie.
Po wybuchu II wojny światowej został wraz z rodziną przesiedlony do getta warszawskiego. Tam zajmował się transportem żywności do getta, później także przenosił materiały wybuchowe i broń. Trzykrotnie był na Umschlagplatz, ostatni raz w czasie powstania w getcie. Wraz z całą rodziną został wywieziony do Treblinki. Tam została zamordowana jego matka i siostry, a jemu wraz z ojcem udało się przetrwać przedostając się do transportu do Majdanka. Przeżył wiele obozów koncentracyjnych i obozów pracy. Był w obozie pracy w Lublinie, kopalni soli w Wieliczce, Oświęcimiu, obozie pracy w Budzyniu, obozie karnym we Flosenbürgu, obozie pracy w Hersbrucku i Offenburgu, skąd udało mu się uciec. W Niemczech zginął jego ojciec.
Po zakończeniu wojny osiadł w Konstancji. Zajął się zbieraniem złomu wojennego. Skupił wokół siebie grupę Żydów, którym udało się przeżyć Holocaust. Był założycielem gminy żydowskiej. Wybudował własną prywatną synagogę, którą poświęcił pamięci swoich rodziców. Z czasem zmienił profil działalności na branżę maszynową, zakupił stocznię żeglugi turystycznej i zainteresował się budownictwem.
W 1983 po raz pierwszy odwiedził Polskę. Widząc wtedy zniszczenie i dewastację cmentarzy żydowskich, podjął z rodziną decyzję ratowania tych miejsc. Założył w tym celu Fundację Rodziny Nissenbaumów, której celem jest ratowanie dziedzictwa żydowskiego w Polsce i upamiętnianie miejsc związanych z martyrologią narodu żydowskiego.

## Życie prywatne
Żonaty z Sonją Helene (zm. 6 października 2018), która była po jego śmierci prezes zarządu Fundacji, a z którą miał troje dzieci: Beniamina, Orinę i Gideona. Zmarł w Konstancji; jest pochowany na miejscowym cmentarzu żydowskim.

## Odznaczenia
- 1993: Order Świętej Brygidy
- 1992: Krzyż Komandorski Orderu Zasługi Rzeczypospolitej Polskiej
- 1990: Krzyż Oświęcimski
- 1998: Medal za Warszawę 1939–1945
- 1988: Złoty Medal Opiekuna Miejsc Pamięci Narodowej